# Bohuslav Kindl
Bohuslav Kindl (22. února 1879 Osluchov – 23. února 1956 Vodňany) byl český a československý politik a meziválečný senátor Národního shromáždění ČSR za Komunistickou stranu Československa.

## Biografie
Narodil se v Osluchově na Slánsku. S rodiči se později přestěhoval do Prahy. Po absolvování obecné školy nastoupil jako dělník do firmy Eduard Lokesch. V mládí vstoupil do Českoslovanské sociálně demokratické strany dělnické. V roce 1921 byl zakládajícím členem KSČ. Od roku 1922 bydlel ve Vodňanech. Od roku 1926 zasedal v obecním zastupitelstvu ve Vodňanech. Profiloval se tehdy jako levicový radikál. V roce 1928 při odhalování pomníku Jana Žižky ve Vodňanech verbálně napadl přítomného kněze se slovy: „...vy jste ti černokněžníci, které chtěl Žižka rozsekat. A být dneska živ, tak vás požene z města, vezme palcát a rozbije hlavy všem, co tady pod ním stojíte a tleskáte si, jak jste dobří!“ Předák československých komunistů Klement Gottwald trávil, podle zápisu v obecní kronice, ve Vodňanech po několik let svou dovolenou u Kindlovy rodiny. Šlo o Gottwaldovy pobyty v letech 1932–1934.
Profesí byl železničářem ve Vodňanech.
V parlamentních volbách v roce 1929 získal senátorské křeslo v Národním shromáždění. V senátu setrval do roku 1935. I v parlamentu se projevoval jako radikální kritik stávajících poměrů. V roce 1931 senát projednával žádost krajského soudu v Moravské Ostravě o Kindlovo vydání k trestnímu stíhání. Na veřejné schůzi 9. prosince 1930 v Moravské Ostravě měl pronést odsudek kapitalistického režimu a dodat: „proto musí býti svržen a dělníci si musí vládu sami převzíti do svých rukou“ a „nestačí vzor z roku 1921, udělejme to jako bolševici v Rusku v roce 1917.“
16. března 1939 byl ve Vodňanech zatčen, odveden ke krajskému soudu v Písku, po čtyři měsíce vězněn v koncentračním táboru Dachau a po zbytek války v Buchenwaldu.
Po návratu do vlasti se opět zapojil do politického života. Hned po válce byl v červenci 1945 na krajské konferenci KSČ zvolen předsedou Krajského výboru KSČ. V letech 1945–1946 vykonával funkci předsedy Místního národního výboru ve Vodňanech. Postupně se ale rozešel se svými spolustraníky. Kritizoval jednání některých nových členů KSČ, kteří do strany podle něj vstupovali z kariéristických pohnutek. Ti se ho pokusili 2. ledna 1946 násilím sesadit z funkce v čele radnice. V roce 1946 byl zbaven všech funkcí a vyloučen z KSČ pro zásadní neshody s členstvem a nakonec i s vedením strany. V roce 1947 publikoval v Peroutkově Dnešku apel na národní jednotu.
Později se ale s KSČ opět sblížil a v době komunistického režimu patřil k oficiálně uznávaným veteránům komunistického hnutí v regionu.
Zemřel po delší nemoci v únoru 1956. Pohřeb se konal v Českých Budějovicích.
Jeho syn Bohuslav Kindl mladší (narozen 6. července 1911) byl za komunistického režimu vlivným komunistickým funkcionářem ve Vodňanech.